# Baimu, Jiangxi
Baimu är en socken i Kina. Den ligger i provinsen Jiangxi, i den sydöstra delen av landet, omkring 160 kilometer sydväst om provinshuvudstaden Nanchang. Antalet invånare är 19 645. Befolkningen består av 9 163 kvinnor och 10 482 män. Barn under 15 år utgör 22,0 %, vuxna 15-64 år 68 %, och äldre över 65 år 8,0 %.
Runt Baimu är det tätbefolkat, med 343 invånare per kvadratkilometer. Närmaste större samhälle är Yichun, 18,9 km söder om Baimu. I omgivningarna runt Baimu växer huvudsakligen savannskog.
Genomsnittlig årsnederbörd är 2 270 millimeter. Den regnigaste månaden är maj, med i genomsnitt 375 mm nederbörd, och den torraste är oktober, med 33 mm nederbörd.